# Midtre Gauldal
Gmina Midtre Gauldal (norw. Midtre Gauldal kommune) – norweska gmina leżąca w okręgu Trøndelag. Jej siedzibą jest miasto Støren.
Midtre Gauldal jest 36. norweską gminą pod względem powierzchni.

## Demografia
Według danych z roku 2020 gminę zamieszkuje 6243 osób. Gęstość zaludnienia wynosi 3,46 os./km². Pod względem zaludnienia Midtre Gauldal zajmuje 172. miejsce wśród norweskich gmin.
| ludność stan na 4. kwartał 2020 |         |           |       |
|                                 | kobiety | mężczyźni | razem |
| osób                            | 3070    | 3173      | 6243  |
| %                               | 49,17%  | 50,83%    | 100%  |

| wykształcenie stan na 4. kwartał 2020, osoby powyżej 16 roku życia |        |         |        |        |
|                                                                    | podst. | średnie | wyższe | niezn. |
| osób                                                               | 1332   | 2655    | 981    | 18     |
| %                                                                  | 26,71% | 53,24%  | 19,67% | 0,36%  |

## Edukacja
Według danych z 2020:
- liczba szkół podstawowych (norw. grunnskolar): 5
- liczba uczniów szkół podst.: 687

## Władze gminy
Według danych na rok 2021 administratorem gminy (norw. rådmann) jest Knut Dukane, natomiast burmistrzem (norw. ordfører, d. borgermester) jest Sivert Moen.